# 威利斯頓 (紐約州)
威利斯頓（英語：Williston）是位於美國紐約州伊利縣的非建制地區。

## 歷史
威利斯頓的郵局於1866年設立，其後於1902年停運。

## 地理
威利斯頓所處的海拔為高於海平面302米（即991英呎），而該地所採用的時區為UTC-5，即北美东部时区（EST）。同時該地設有夏令時間，為UTC-5調快一小時，即UTC-4（EDT）。